# Witt Lowry
Mark Lawrence Richard Jr., född 28 februari 1991, känd som Witt Lowry, är en amerikansk rappare. Han är en oberoende artist och har släppt fyra album och ett mixtape sedan 2011. Efter att ha varit grafisk formgivare i ett år började han göra och släppa musik på YouTube, SoundCloud och Spotify.

## Privatliv och karriär
Lowry arbetade som grafisk formgivare innan han började göra musik under namnet Witty. Han insåg senare att han var svår att hitta under sitt artistnamn "Witty" och bestämde sig för att ändra sitt artistnamn till "Witt Lowry". 2012 släppte han sitt första album Headphone Hero och 2013 släpptes hans första mixtape Kindest Regards.
För produktionen av hans första projekt och singlar användes många prover från bland annat Taylor Swift , James Bay och Kaskade , eftersom han ännu inte hade tillräckligt med berömmelse för att arbeta med artister.
Den 25 september 2015 släppte Witt Lowry sitt andra album, Dreaming With Our Eyes Open.
Den 18 september 2017 släppte han sitt tredje album, I Could Not Plan This . Tillsammans med albumet tillkännagav han sin första internationella turné med många shower som sålde slut på en dag.
Den 30 augusti 2019 släppte Lowry sitt fjärde album, Nevers Road . Efter succéturnén på hans förra album, rundar han av året med en USA-turné. Med detta album nådde Lowry nummer 1 på Billboard-listorna för veckan den 14 september 2019, med kategorierna R&B/Hip-Hop-albumförsäljning och Rap-albumförsäljning.

## Musikstil
Witt Lowry gör underground/alternativ hiphop. Hans musik tyder på att han är inspirerad av Eminem, medan budskapen i hans texter tyder på mer Macklemore-inflytande. Lowry säger själv att han är inspirerad av händelserna i hans liv, och inte minst hans mamma.

## Samarbeten
2012 samarbetade Witt Lowry med Kyla Benson på hans första album Headphone Hero. 2013 samarbetade han med Trippz Michaud för första gången på Kindest Regards. På Dreaming With Our Eyes Open samarbetade han igen med Trippz Michaud och samarbetade för första gången med Devvon Terrell som han släppte en annan låt med, "Tell You Off". På sitt tredje album, I Could Not Plan This, samarbetade han med Tori Solkowski, Max Schneider, GJan, Trippz Michaud, Deion Reverie, Ava Max och Meg & Dia.
Han har också samarbetat med Cam Meekins, Yonas och VI Seconds.

## Diskografi

### Album
| År   | Album                                      | Titel                                      |
| ---- | ------------------------------------------ | ------------------------------------------ |
| 2022 | If You Don't Like the Story Write Your Own | Doesn't Feel the Same                      |
| 2022 | If You Don't Like the Story Write Your Own | Nights Like This                           |
| 2022 | If You Don't Like the Story Write Your Own | Hometown                                   |
| 2022 | If You Don't Like the Story Write Your Own | Tiny Shiny Objects                         |
| 2022 | If You Don't Like the Story Write Your Own | Fallen                                     |
| 2022 | If You Don't Like the Story Write Your Own | Weak                                       |
| 2022 | If You Don't Like the Story Write Your Own | How Should I Feel                          |
| 2022 | If You Don't Like the Story Write Your Own | Fxcked Up                                  |
| 2022 | If You Don't Like the Story Write Your Own | Happier                                    |
| 2022 | If You Don't Like the Story Write Your Own | Burn Me Down                               |
| 2022 | If You Don't Like the Story Write Your Own | Off the Strength                           |
| 2022 | If You Don't Like the Story Write Your Own | Swimming                                   |
| 2022 | If You Don't Like the Story Write Your Own | Hurt Alone                                 |
| 2022 | If You Don't Like the Story Write Your Own | The War I'm Scared to Face                 |
| 2022 | If You Don't Like the Story Write Your Own | Somewhere in Between                       |
| 2022 | If You Don't Like the Story Write Your Own | If You Don't Like the Story Write Your Own |
| 2019 | Nevers Road                                | Welcome                                    |
| 2019 | Nevers Road                                | Hurt                                       |
| 2019 | Nevers Road                                | Alone                                      |
| 2019 | Nevers Road                                | Crash                                      |
| 2019 | Nevers Road                                | Proud                                      |
| 2019 | Nevers Road                                | Debt                                       |
| 2019 | Nevers Road                                | Ghost                                      |
| 2019 | Nevers Road                                | Oxygin                                     |
| 2019 | Nevers Road                                | Yikes                                      |
| 2019 | Nevers Road                                | Reaper                                     |
| 2019 | Nevers Road                                | Nevers Road                                |
| 2017 | I Could Not Plan This                      | I Could Not Plan This                      |
| 2017 | I Could Not Plan This                      | Blood in the Water                         |
| 2017 | I Could Not Plan This                      | Losing You                                 |
| 2017 | I Could Not Plan This                      | Wishing Wells                              |
| 2017 | I Could Not Plan This                      | Care Too Much                              |
| 2017 | I Could Not Plan This                      | Phone                                      |
| 2017 | I Could Not Plan This                      | Let Me Know                                |
| 2017 | I Could Not Plan This                      | Lie Lie Lie                                |
| 2017 | I Could Not Plan This                      | Better for Me                              |
| 2017 | I Could Not Plan This                      | Movies                                     |
| 2017 | I Could Not Plan This                      | I Know I Know                              |
| 2017 | I Could Not Plan This                      | Forgot About Me                            |
| 2017 | I Could Not Plan This                      | Numb                                       |
| 2017 | I Could Not Plan This                      | Lately                                     |
| 2017 | I Could Not Plan This                      | Last Letter                                |
| 2015 | Dreaming With Our Eyes Open                | Dreaming With Our Eyes Open                |
| 2015 | Dreaming With Our Eyes Open                | Ladders                                    |
| 2015 | Dreaming With Our Eyes Open                | My Mistake                                 |
| 2015 | Dreaming With Our Eyes Open                | Wonder If You Wonder                       |
| 2015 | Dreaming With Our Eyes Open                | Tried to Be Nice                           |
| 2015 | Dreaming With Our Eyes Open                | Silicone Kingdom                           |
| 2015 | Dreaming With Our Eyes Open                | Tourist                                    |
| 2015 | Dreaming With Our Eyes Open                | Piece of Mind 3                            |
| 2015 | Dreaming With Our Eyes Open                | So Many Nights                             |
| 2015 | Dreaming With Our Eyes Open                | Running from Here                          |
| 2015 | Dreaming With Our Eyes Open                | Coupons                                    |

### Singlar
| År   | Titel                          |
| ---- | ------------------------------ |
| 2021 | Put Me First                   |
| 2020 | CHANGES                        |
| 2020 | YOUR SIDE                      |
| 2020 | THE RISE                       |
| 2020 | PUSH YOUR LUCK                 |
| 2018 | Into Your Arms (feat. Ava Max) |
| 2018 | Piece of Mind 4                |
| 2017 | Praying                        |
| 2016 | Around Your Heart              |
| 2015 | Used To You                    |
| 2015 | Move On                        |
| 2014 | Like I Do                      |
| 2014 | Dinner For Two                 |
| 2014 | Leave                          |
| 2014 | Lay Here                       |
| 2014 | I Could Be                     |

### Mixtape
| År   | Mixtape album   | Titel                        |
| ---- | --------------- | ---------------------------- |
| 2013 | KINDEST REGARDS | Rescue                       |
| 2013 | KINDEST REGARDS | Kindest Regards              |
| 2013 | KINDEST REGARDS | Look Alive                   |
| 2013 | KINDEST REGARDS | Rescue                       |
| 2013 | KINDEST REGARDS | Goodbye                      |
| 2013 | KINDEST REGARDS | Wake Up                      |
| 2013 | KINDEST REGARDS | Go Big or Go Home            |
| 2013 | KINDEST REGARDS | Higher Ground                |
| 2013 | KINDEST REGARDS | You                          |
| 2013 | KINDEST REGARDS | Won't Be Me                  |
| 2013 | KINDEST REGARDS | Cyborg Casserole             |
| 2013 | KINDEST REGARDS | Wasted Away                  |
| 2013 | KINDEST REGARDS | Youth                        |
| 2013 | KINDEST REGARDS | Piece of Mind 2              |
| 2013 | KINDEST REGARDS | To Whom It May Concern Intro |
| 2013 | KINDEST REGARDS | Witt Lowry's Voicemail       |
| 2013 | KINDEST REGARDS | Witt Lowry's Acapella        |